# Alberto Wagner de Reyna
Alberto Wagner de Reyna (ur. 7 czerwca 1915 w Limie, zm. 9 sierpnia 2006 w Paryżu) – peruwiański dyplomata, prawnik, filozof, pisarz i historyk stosunków międzynarodowych, egzystencjalista i tradycjonalista katolicki.

## Zarys biografii
Studiował prawo i filozofię na Papieskim Katolickim Uniwersytecie Peru. Był wieloletnim dyplomatą w Brazylii, Portugalii, Szwajcarii i Chile. Pełnił funkcję sekretarza generalnego w peruwiańskim ministerstwie spraw zagranicznych, po czym był ambasadorem Peru przy UNESCO, w Grecji, RFN, Kolumbii, Jugosławii i na końcu Francji. Wchodził w skład Peruwiańskiego Towarzystwa Filozoficznego i Peruwiańskiej Akademii Językowej. Został doktorem honoris causa Uniwersytetu Chile. Po przejściu na emeryturę został wybrany na członka Rady Uniwersytetu Narodów Zjednoczonych w Tokio. Był też członkiem Papieskiej Rady ds. Kultury.
Duży wpływ na ukształtowanie się jego poglądów miała twórczość Romano Gardiniego i Martina Heideggera. W swoich książkach opisywał historię polityki zagranicznej Peru, stosunki peruwiańsko-chilijskie, kulturę peruwiańską. Analizował stosunki międzynarodowe i zmiany zachodzące w międzynarodowej polityce zagranicznej XX w. Został uznany za jednego z najbardziej wpływowych przedstawicieli egzystencjonalizmu katolickiego w Peru i innych krajach Ameryki Łacińskiej. Był tradycjonalistą katolickim.
Przetłumaczył na hiszpański m.in. dzieła św. Tomasza z Akwinu i Martina Heideggera.